# サン・マルクフ諸島沖の海戦
サン・マルクフ諸島沖の海戦（サン・マルクフしょとうおきのかいせん、Battle of the Îles Saint-Marcouf）は、フランス革命戦争中の1798年5月に、ノルマンディー沿岸のコタンタン半島近くの、サン・マルクフ諸島沖で行われた海戦である。1795年、この島にイギリスの駐屯隊が置かれ、北フランスの沖を航行するイギリス海軍軍艦への、再補給基地として機能していた。フランスは、島からこの駐屯隊を追い出すため、また同時に、計画されていたイギリス侵攻に向けて開発していた兵器と戦略とを試すために、1798年5月7日、50隻以上の上陸用舟艇を用い、何千人もの部隊を投入して、陸海共同の襲撃を島の南部に仕掛けた。かなりのイギリス海軍の部隊がこの海域にいたにもかかわらず、風の強さと潮の高さとで戦闘に参加できず、フランス軍との戦闘は、わずか500人規模の駐屯隊にゆだねられた。
数の上ではまさっていたにもかかわらず、フランスの攻撃は悲惨なものだった。サン・マルクフ諸島の砲台の下の開放水域で、上陸用舟艇が攻撃され、舟艇のうち何隻かは乗員もろとも沈んだため、1000人近い兵が溺死した。砲台からの砲撃と海兵隊は、フランス兵の上陸を一人たりとも許さず、退却する艦隊は、北の方の島からの標的となって、さらに多くの損失を与えた。イギリスの死傷者は無視していいほどの人数だった。この作戦の失敗により、フランスが総力を挙げてイギリス侵攻をした場合の、予想しうる結果が示されたのだが、フランスの脅威はなおも残り、イギリス海軍は、コタンタンの複数の港に投錨していた上陸用舟艇に対する厳重な海上封鎖を開始した。この戦闘のひと月後、イギリスはこの戦略によって、ノルマンディー沿岸を通過したフリゲート艦とコルベット艦を妨害して完勝し、この戦闘に次いでフランスに勝利するという結果に終わった。

## 歴史的背景
フランス革命戦争の間中、イギリスの軍艦はフランス沿岸を巡回して、フランスの海上交通を妨害し、かつ破壊して、フランスの港への海上封鎖を行った。1795年、著名なイギリス海軍士官であるシドニー・スミス艦長は、再補給地をフランス沿岸の沖合に作ることができれば、自国の艦の航行時間を延長できることを知った。この目標のために、スミスは、ノルマンディーのコタンタン半島のラヴェノヴィユ沖合にある、3．5マイル（6.5キロ）の無人島である、サン・マルクフ諸島を占領した。スミスはここに兵舎と砲台を築き、500人の水兵と海兵隊を駐留させた。その兵たちには、いわゆる傷病兵と呼ばれる、艦上で任務につけない者たちの比率が大きかった。このサン・マルクフ諸島には常にイギリス本国からの食糧が補給され、ここを訪れる艦が袋に入った土を持ってくるため、野菜の自給が発達した。スミスはこれらの島を数隻の砲艦で援護した。この砲艦とは、平底船を改造したバジャーにホーク、そしてシャーク、それからモスキートクラスの浮き砲台であるサンドフライだった。このサンドフライは、スミスがサン・マルクフ諸島の防御目的で作ったものだった。バジャーの艦長であるチャールズ・パップス・プライス海尉がここの指揮官となった。プライスは何度も昇進を見送られており、サン・マルクフ諸島では多くの時間を、ポーツマスから連れてきた娼婦と共に過ごした。

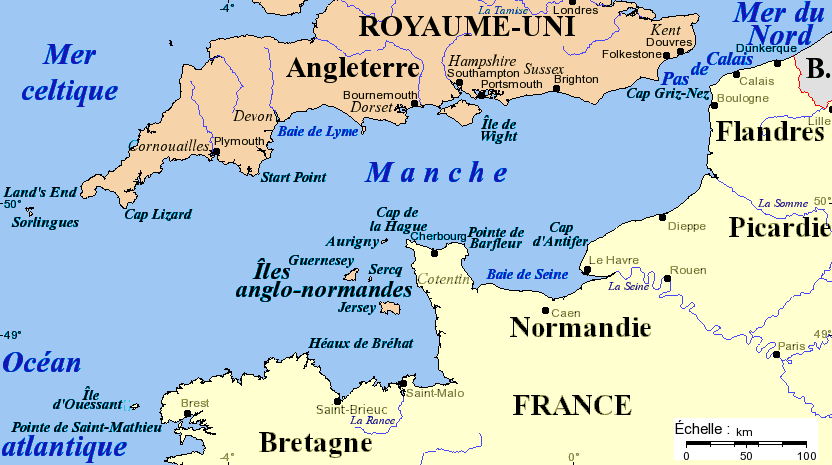
英仏海峡の地図。中央にノルマンディーとコタンタン（Cotentin）半島が見える。

1796年、イタリアでフランスがオーストリアに勝利し、以来フランス国内では、イギリスとの直接対決を求める圧力が大きくなって行った。フランス北部に展開されていた陸軍アルメ・ダングルテルの指揮官は当初ナポレオン・ボナパルトであったが、後にシャルル・エドゥアール・ジェナン・ド・キルメーヌに委任された。ボナパルトも、その後指揮官となったキルメーヌもイギリス侵攻の準備をしており、アントウェルペン出身のムスケイン艦長は海軍の監督者で、部隊を輸送して英仏海峡を横切るのに適した、上陸用舟艇の艦隊を開発するようにとの指示を受けていた。フランス政府はスウェーデンの軍艦設計者であるフレデリック・ヘンリク・アフ・チャプマンに、侵攻用の舟艇を発注し、1797年にはチャプマン設計の舟艇がフランス北部沿岸で、ムスケインの監督の下建築されていた。この舟艇は、フランス兵には「バトー・ア・ラ・ムスケイン」（ムスケイン式船舶）として知られていた。

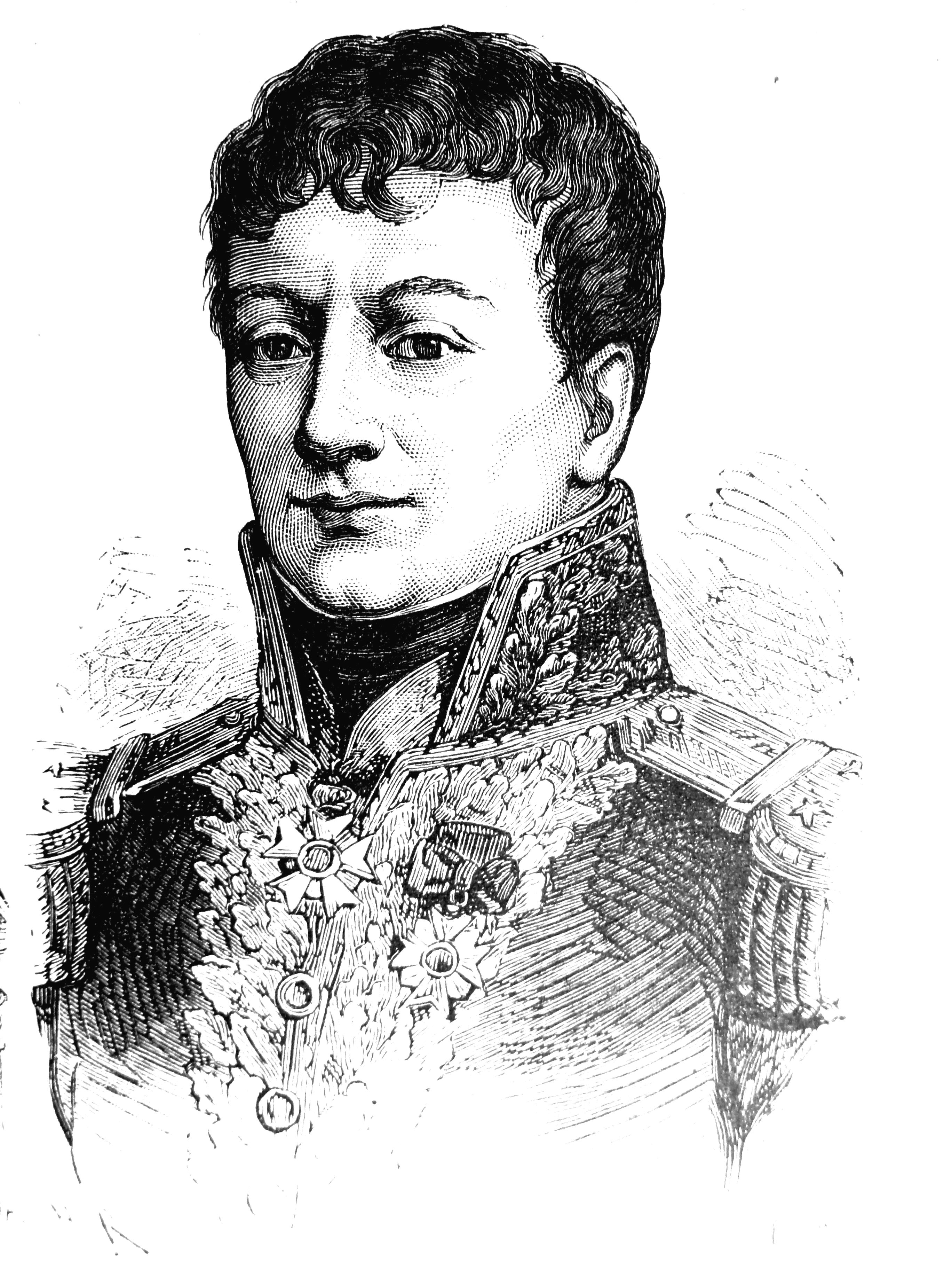
ジャン＝バティスト・レイモン・ド・ラクロス

1798年4月、ムスケインはサン・マルクフ諸島への攻撃のため、上陸用舟艇部隊を準備するよう命令を受けた。この作戦は、イギリスの駐屯隊を根絶して、フランスの襲撃基地として再建すると同時に、陸海共同作戦においての上陸用舟艇の実効性を試すものでもあり、また、イギリス海軍の注目を英仏海峡に惹きつけることで、トゥーロンで、ボナパルトが行っているエジプトへの侵攻作戦の準備から目をそらす狙いもあった。1798年4月7日、ムスケインは、ポワン将軍の指揮の下、33隻の上陸用舟艇を率いてル・アーヴルを出港したが、4月8日になって、行く手をリチャード・ストラカン艦長のフリゲート艦ダイアモンドと 、フランシス・ラフォリー艦長のヒドラに遮られているのに気が付いた。16時にこの2隻は、フランスの舟艇部隊をオルヌ川河口に追い詰め、砲撃を開始した。しかしダイアモンドはその後まもなく座礁した。日が落ちてからダイアモンドの乗員は救出されたが、どちらの側も相手に大きな損傷を与えることはできなかった。
4月9日、フランスの小艦隊はオルヌ川を離れて、ベルニエール・シュル・メールの港に投錨することができた。しかしウィリアム・ホサム艦長の4等艦アダマントがそこに到着し、ムスケインを説得して、オルヌ川河口の、もっと防御の固い投錨地に戻るように言った。ムスケインは東の方に戻ったため、彼の小艦隊は再びダイアモンドとヒドラの砲火を受けた。これで受けた損害の修理が終わるまで、フランスの小艦隊は今度はサルネルの砲台の下に逃げ込んだ。しかし、それから2週間の間に状況は変わった。シェルブールのジャン＝バティスト・レイモン・ド・ラクロスに、ムスケインの窮状が知らされ、ラクロスから40隻の舟艇と武装した漁船で構成された援軍が送られてきた。4月の終わり、ムスケインは沖合で、イギリス軍の妨害を受けずに逃げるという好機に恵まれ、サン・マルクフ諸島の西にあるサン＝ヴァースト＝ラ＝ウーグまで航行した。そこでムスケインは、彼らを追って西へやって来たイギリス戦隊に、邪魔されずに島に襲撃を掛けるための風向きと潮時を待った。。

## 戦闘

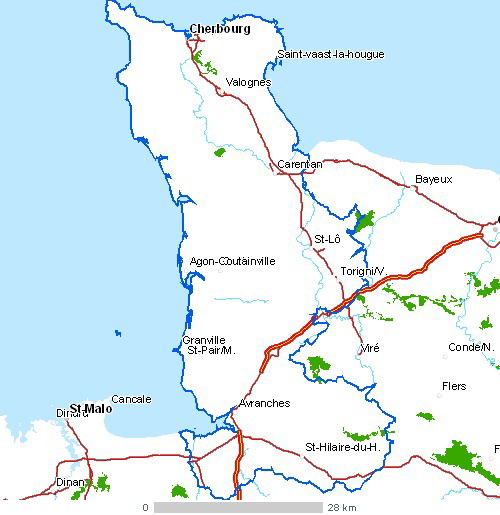
コタンタン半島の地図、シェルブールの右下がサン・ヴァースト・ラ・ウーグ。

5月6日、ムスケインが攻撃するにあたっての条件は完璧だった。風は穏やかで、イギリスの軍艦がフランスの小艦隊を阻止できず、潮は静かで、小艦隊が大波により崩壊するのを防いだ。イギリス側も、攻撃に当たって必要な状況を把握していて、すばやく砲台の準備をし、岸に海兵隊を整列させた。夜の間にサン・マルクフ諸島を小さなボートが出港し、ムスケインの小艦隊が、サン＝ヴァースト＝ラ＝ウーグを出て、諸島へと進むのを監視していた。そしてアダマントには、ジョン・タルボット艦長のユーリディスと、ウィリアム・ハギット艦長のオレステスが合流した。アダマントは凪のため、サン・マルクフ諸島から6海里（11キロ）の所で立ち往生していた。イギリス側は非常に奮闘したにもかかわらず、3隻は参戦に間に合うように島へ到着することはできなさそうだった。
深夜、この小型ボートが、イギリス戦隊にフランスの接近と、プライス海尉が防御の準備ができたことを信号で知らせた。ムスケインの小艦隊には52隻の舟艇が集まっており、その中には、上陸用舟艇の援護射撃をするための、大きな大砲を積んだブリッグ船もいた。攻撃部隊の主力は5000人から6000人の間の人数で、ブローニュ＝シュル＝メール周辺の沿岸警備部隊から大々的に引き抜かれた兵士だった。夜間攻撃という危険の伴う攻撃をしたくなかったため、ムスケインは夜明けを待った。まだ明けきらないうちに、船を配置に着けて、サン・マルクフ島のうち、南の方の島の西部の防御を襲わせようとした。300ヤード（270メートル）沖合には大砲を積んだブリッグ船が上陸用舟艇の背後にいて、その舟艇が島に接近して攻撃する間、援護射撃ができるようになっていた。夜が明け、ムスケインは命令を下し、ブリッグ船の大砲と、上陸用舟艇に積まれてあったそれよりも小型の大砲とが、イギリスの防御に向けて砲撃を開始した。
プライス海尉の指揮下の、島の西部の砲台には17門の大砲があった。4ポンド砲が4門、6ポンド砲が2門、そして24ポンド砲の長距離砲が6門あり、また24ポンド砲が3門と、32ポンドのカロネード砲が2門あった。この大砲のうちの8門は比較的軽量であったが、砲撃は軽装備のフランスの舟艇に破壊的な損害を与えた。多くの死傷者が出たにもかかわらず、フランスの舟艇はマスケット銃の射程内、50ヤード（46メートル）にまで接近を続けた。島に駐屯していた海兵隊が砲撃を開始し、大砲を請け負っていた兵は散弾銃に切り替えた。6隻か7隻の舟艇が、乗員と部隊を乗せたまま沈み、それ以外の舟艇もかなりの損害を受けた。損害があまりにもひどいため、フランス軍は攻撃中止命令を出した 。しかし、退却する部隊は舟艇を連れて東の島を通った。そこにはリチャード・バーン海尉のサンドフライがいて、68ポンドのカロネード砲が積載されており、この大型砲はさらに大きな損害をフランスに与えた。ホサムの戦隊は、この戦闘に参加するべく死にもの狂いの努力をしたが、風があまりに弱かったため、ホサム隊ができたことは、残りのフランス艦をサン＝ヴァースト＝ラ＝ウーグに追いやることだけだった。

## フランスの惨敗とその後の英仏関係

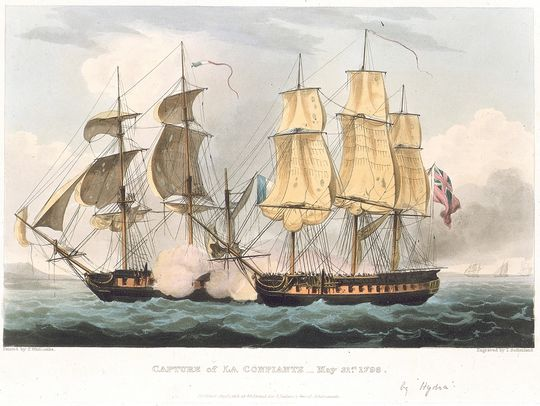
ヒドラとコンフィアントの交戦（1798年5月30日の海戦）

この戦闘はフランスにとっては大惨事だった、非公式な資料によると、900人の兵士が戦死または溺死で、少なくとも300人が負傷した。加えて、新しくできたばかりの上陸用舟艇も多く失われた。フランスでは、新しく就任した海軍大臣、エチエンヌ・ユースタシュ・ブリュイが、この戦闘の直後に2度目の攻撃計画を命令したが、フランス政府はこれをすぐに取り消した。政府は、2度目も惨憺たる結果に終わった場合のきまり悪い思いをしたくなかったのだ。その代わり、ラクロスが、残った艦をシェルブールに送り、それらの艦からサンマロとグランヴィルへ援軍を派遣した。ムスケインは、それ以外の艦とル・アーヴルに戻るように命じられた。
イギリスではサン・マルクフ諸島をうまく防御したとして称賛の声がわき、プライスはその見返りとして昇進したが、バーンは、公式報告書での推薦があったにもかかわらず、昇進しなかった。イギリスの損害は、海兵1人の戦死と、その他4人の兵の負傷であった。この勝利はイギリスにおいては、将来的にフランスに侵攻された場合もおそらくこのような結果となるであろうその先触れとみなされ、フランスの陸海共同による攻撃という脅威への恐怖を和らげるのに役立った。それから50年近くたって、その時存命であった参戦者に、サービスメダルと、それに付属したサン・マルクフ島の略章が、海軍本部から授与された。
イギリスはその後の攻撃に備えて、サン・マルクフ諸島の防御を強化し、この地域を多くのイギリス艦が、フランスの動向を探り、また侵攻軍の小艦隊を阻止するために巡回した。1798年5月30日の海戦で、この戦略は、予想外の成功を成し遂げた。ヒドラがフランスのフリゲート艦コンフィアントとコルベット艦を、ディーヴ川の沖合で阻止した。イギリス艦はコンフィアントを座礁させ、乗り込み部隊が後にこの艦を燃やした。1802年まで、この諸島はフランスの攻撃をそれ以上受けることもなしに、イギリスの支配下にあった。1802年のアミアンの和約で、サン・マルクフ諸島はフランスに戻され、ナポレオン戦争中の1803年から1815年までフランスの支配下にあり、大々的な規模の駐屯隊がこの諸島を守った。